# Agnes Bruckner
Agnes Bruckner (Hollywood, 16 de agosto de 1985) é uma atriz e ex-modelo infantil americana.
Seu primeiro trabalho como atriz foi interpretar a adolescente rebelde Bridget Forrester na soap opera The Bold and the Beautiful (1997–1999). Filmes em que teve papel de destaque incluem Blue Car (2002), Venom (2005), The Woods (2006), Sangue e Chocolate (2007), Vacancy 2: The First Cut (2008) e The Anna Nicole Story (2013). Teve um papel principal na telessérie The Returned em 2015.